# Тусон-Істейтс
Тусон-Істейтс (англ. Tucson Estates) — переписна місцевість (CDP) в США, в окрузі Піма штату Аризона. Населення — 12 069 осіб (2020).

## Географія
Тусон-Істейтс розташований за координатами 32°10′45″ пн. ш. 111°7′31″ зх. д. / 32.17917° пн. ш. 111.12528° зх. д. (32.179196, -111.125346).  За даними Бюро перепису населення США в 2010 році переписна місцевість мала площу 33,66 км², уся площа — суходіл.

## Демографія
Згідно з переписом 2010 року, у переписній місцевості мешкали 12 192 особи в 5154 домогосподарствах у складі 3456 родин. Густота населення становила 362 особи/км².  Було 6152 помешкання (183/км²).
Расовий склад населення:
| - 80,0 % — білих - 2,1 % — корінних американців - 1,6 % — чорних або афроамериканців - 1,1 % — азіатів - 0,1 % — вихідців з тихоокеанських островів - 12,4 % — осіб інших рас |

До двох чи більше рас належало 2,8 %. Частка іспаномовних становила 32,4 % від усіх жителів.
За віковим діапазоном населення розподілялося таким чином: 18,5 % — особи молодші 18 років, 52,6 % — особи у віці 18—64 років, 28,9 % — особи у віці 65 років та старші. Медіана віку мешканця становила 51,4 року. На 100 осіб жіночої статі у переписній місцевості припадало 95,3 чоловіків;  на 100 жінок у віці від 18 років та старших — 94,3 чоловіків також старших 18 років.
Середній дохід на одне домашнє господарство  становив 57 328 доларів США (медіана — 43 919), а середній дохід на одну сім'ю — 56 702 долари (медіана — 50 179). Медіана доходів становила 35 672 долари для чоловіків та 37 371 долар для жінок. За межею бідності перебувало 16,0 % осіб, у тому числі 25,4 % дітей у віці до 18 років та 3,5 % осіб у віці 65 років та старших.
Цивільне працевлаштоване населення становило 4234 особи. Основні галузі зайнятості: освіта, охорона здоров'я та соціальна допомога — 18,5 %, роздрібна торгівля — 13,8 %, публічна адміністрація — 11,5 %, мистецтво, розваги та відпочинок — 10,1 %.